# Druga slovenska nogometna liga 2018-2019
La Druga slovenska nogometna liga 2018-2019 (in lingua italiana: Secondo campionato calcistico sloveno 2018-2019), abbreviata in 2. SNL 2018-2019, fu la ventottesima edizione della seconda serie del campionato di calcio sloveno.

## Stagione

### Formula
Le 16 squadre partecipanti disputarono un turno di andata e ritorno per un totale di 30 giornate, al termine delle quali:
- La prima classificata venne promossa in 1. SNL 2019-2020
- La seconda classificata disputò uno spareggio contro la penultima della 1. SNL 2018-2019
- Le ultime due classificate vennero retrocesse in 3. SNL 2019-2020

### Avvenimenti
Il campionato venne vinto, a sorpresa, dal Bravo. Infatti, il club dell'imprenditore Darko Klarič superarono avversari più blasonati, conquistando così la promozione nella massima serie per la prima volta nella breve storia.

Il capocannoniere fu Anel Hajrić, ma le sue 35 reti non bastarono al Radomlje per andare oltre il terzo posto in classifica.

## Squadre partecipanti
| Squadra                  | Città             | Stadio                           | Stagione 2017-18 | Stagione 2017-18 |
| Squadra                  | Città             | Stadio                           | Pos.             | Divisione        |
| ------------------------ | ----------------- | -------------------------------- | ---------------- | ---------------- |
| Ankaran Hrvatini         | Ancarano          | ŠRC Katarina                     | 10°              | 1. SNL           |
| Drava Dakinda            | Ptuj              | Mestni stadion                   | 2°               | 2. SNL           |
| Nafta 1903               | Lendava           | Športni park Lendava             | 3°               | 2. SNL           |
| Kalcer Radomlje          | Radomlje          | Športni park Radomlje            | 4°               | 2. SNL           |
| Krka                     | Novo mesto        | Stadion Portoval                 | 5°               | 2. SNL           |
| AŠK Bravo                | Lubiana           | Športni park Šiška               | 6°               | 2. SNL           |
| CherryBox24 Tabor Sežana | Sesana            | Stadio Rajko Štolfa              | 7°               | 2. SNL           |
| Ilirija 1911             | Lubiana           | Stadion Ilirija                  | 8°               | 2. SNL           |
| Brda                     | Castel Dobra      | Stadio Vipolže                   | 9°               | 2. SNL           |
| Roltek Dob               | Dob               | Športni park Dob                 | 10°              | 2. SNL           |
| Jadran Dekani            | Villa Decani      | Športni park Dekani              | 11°              | 2. SNL           |
| Brežice - Terme Čatež    | Brežice           | Stadion Brežice                  | 12°              | 2. SNL           |
| Rogaška                  | Rogaška Slatina   | Športni center Rogaška Slatina   | 13°              | 2. SNL           |
| Fužinar Vzajemci         | Ravne na Koroškem | Mestni stadion Ravne na Koroškem | 14°              | 2. SNL           |
| Vitanest Bilje           | Biglia            | Igrišče Bilje, V Dolinci         | 1°               | 3. SNL Ovest     |
| Beltinci                 | Beltinci          | Športni park Beltinci            | 1°               | 3. SNL Est       |

## Classifica
|                  | Pos. | Squadra          | Pt | G  | V  | N  | P  | GF | GS | DR  |
| ---------------- | ---- | ---------------- | -- | -- | -- | -- | -- | -- | -- | --- |
|                  | 1.   | Bravo            | 69 | 30 | 22 | 3  | 5  | 70 | 28 | +42 |
|                  | 2.   | Tabor Sežana     | 63 | 30 | 19 | 6  | 5  | 59 | 22 | +37 |
|                  | 3.   | Radomlje         | 59 | 30 | 18 | 5  | 7  | 71 | 38 | +33 |
|                  | 4.   | Krka             | 54 | 30 | 15 | 9  | 6  | 59 | 41 | +18 |
|                  | 5.   | Nafta 1903       | 50 | 30 | 14 | 8  | 8  | 52 | 35 | +17 |
|                  | 6.   | Fužinar          | 48 | 30 | 13 | 9  | 8  | 46 | 34 | +12 |
|                  | 7.   | Drava Ptuj       | 45 | 30 | 13 | 6  | 11 | 49 | 35 | +14 |
|                  | 8.   | Dob              | 40 | 30 | 10 | 10 | 10 | 46 | 42 | +4  |
|                  | 9.   | Bilje            | 36 | 30 | 10 | 6  | 14 | 33 | 54 | −21 |
|                  | 10.  | Rogaška          | 34 | 30 | 8  | 10 | 12 | 35 | 50 | −15 |
|                  | 11.  | Beltinci         | 31 | 30 | 9  | 4  | 17 | 35 | 57 | −22 |
|                  | 12.  | Brda             | 29 | 30 | 6  | 11 | 13 | 35 | 46 | −11 |
|                  | 13.  | Jadran Dekani    | 28 | 30 | 7  | 7  | 16 | 44 | 65 | −21 |
|                  | 14.  | Brežice          | 26 | 30 | 6  | 8  | 16 | 32 | 52 | −20 |
|                  | 15.  | Ilirija          | 26 | 30 | 7  | 5  | 18 | 33 | 65 | −32 |
|                  | 16.  | Ankaran Hrvatini | 22 | 30 | 6  | 7  | 17 | 27 | 62 | −35 |
| Fonte: rsssf.org |      |                  |    |    |    |    |    |    |    |     |

Legenda:
      Promosso in 1. SNL 2019-2020.
  Partecipa agli spareggi.
      Retrocesso in 3. SNL 2019-2020.
      Escluso dal campionato.
Regolamento:
Tre punti a vittoria, uno a pareggio, zero a sconfitta.
La classifica viene stilata secondo i seguenti criteri:
- Punti conquistati
- Punti conquistati negli scontri diretti
- Differenza reti negli scontri diretti
- Reti realizzate negli scontri diretti
- Differenza reti generale
- Reti totali realizzate

### Spareggio
Il Tabor Sežana incontrò il Gorica, penultimo in 1. SNL 2018-2019, con gare di andata e ritorno, per un posto in 1. SNL 2019-2020.
| Squadra 1    | Totale | Squadra 2 | Andata     | Ritorno    |
| ------------ | ------ | --------- | ---------- | ---------- |
|              |        |           | 29.05.2019 | 02.06.2019 |
| Tabor Sežana | 2 – 1  | Gorica    | 2 – 1      | 0 – 0      |

## Statistiche

### Classifica marcatori
| Pos.                  | Giocatore       | Squadra                | Reti |
| --------------------- | --------------- | ---------------------- | ---- |
| 1                     | Anel Hajrić     | Radomlje               | 35   |
| 2                     | Papa Ibou Kébé  | Tabor Sežana           | 24   |
| 3                     | Jaka Bizjak     | Drava Ptuj/Nafta 1903  | 17   |
| 3                     | Mustafa Nukić   | Bravo                  | 17   |
| 5                     | Žan Nikolić     | Jadran Dekani          | 15   |
| 6                     | Luka Cerar      | Radomlje               | 12   |
| 6                     | Matic Marcius   | Brda                   | 12   |
| 6                     | Mathias Oyewusi | Ankaran Hrvatini/Bilje | 12   |
| 9                     | Matthias Fanimo | Drava Ptuj             | 11   |
| Fonte: Sito ufficiale |                 |                        |      |